# Загір
Загір або захір (араб. ظاهر — «явне», «відкрите») — в ісламі відкриті, зрозумілі значення священних текстів (насси), що не потребують алегоричних трактувань
1. В ідеологічній системі ісмаїлізму одна з двох доктрин — зовнішня, що є загальнодоступним вченням;

2. В каламі — зовнішній, екзотеричний прояв будь-якого буття;

3. Аз-Загір одне з 99 імен Аллаха. Ім'я зустрічається в Корані (57: 3)